# 20/20 (Spyro Gyra)
20/20 is het negentiende muziekalbum van Spyro Gyra. De titel hield echter rekening met de uitgave van verzamelalbum Collection in 1991. De band was in de gelijke samenstelling van de laatste jaren de Beartrackstudio te Suffern ingetrokken om hun twintigste boreling op te nemen. Manolo Badrena had een kortstondige reünie met de band.
Het album had een soort holografische hoes, oore zeer fijne streepjes toe te passen op de “jewel-case” verschoof bij andere lichtinval de beeltenis.

## Musici
- Jay Beckenstein - saxofoon
- Tom Schuman - toetsinstrumenten
- Julio Fernandez – gitaar
- Scott Ambush – basgitaar
- Joel Rosenblatt – slagwerk

Met
- Manolo Badrena – percussie
- Dave Samuels – vibrafoon, marimba op South American sojourn en Dark-eyed lady
- Chris Botti – trompet op The deep end, Rockaway to sunset
- Bobby Allende – congas op South American sojourn en The unwritten letter
- Doris Eugenio, Eugene Ruffolo, Gabrielle Landers – zang op Dark-eyed lady en Together
- Scott Kreitzer – piccolo op South American sojourn
- No Sweat Horns (Barry Danielian trompet, Scott Kreitzer saxofoon/dwarsfluit, Randy Andos trombone)

## Muziek
| Nr. | Titel                               | Duur |
| --- | ----------------------------------- | ---- |
| 1.  | The unwritten (Beckenstein)         | 5:07 |
| 2.  | Ruled by Venus (Fernandez)          | 4:49 |
| 3.  | 20/20 (Beckenstein)                 | 5:56 |
| 4.  | Three sisters (Beckenstein)         | 4:41 |
| 5.  | Sweet baby James (James Taylor)     | 3:51 |
| 6.  | The deep end (Ambush)               | 6:35 |
| 7.  | Together (Fernandez)                | 4:31 |
| 8.  | Dark-eyed lady (Jeremy Wall)        | 4:55 |
| 9.  | South American sojourn (Rosenblatt) | 4:12 |
| 10. | Rockaway to sunset (Schuman)        | 5:48 |
| 11. | Return of the pygmy (Wall)          | 6:05 |